# San Francisco Dues
San Francisco Dues è un album discografico di Chuck Berry pubblicato nel 1971 dalla Chess Records.

## Origine e storia
Secondo album registrato da Berry dopo il ritorno alla sua storica casa discografica Chess Records dopo la breve parentesi con la Mercury, viene inciso negli studi Lansing Sound Studio di Okemos, Michigan, dove per cinque giorni Berry scrive, prova e registra insieme al gruppo The Woolies di Bob Baldori. Alle nuove composizioni approntate in studio vengono poi aggiunte due canzoni scritte cinque anni prima, Viva Rock And Roll e Lonely School Days.

## Tracce
Tutti i brani sono opera di Chuck Berry.
1. Oh Louisiana – 4:28
2. Let's Do Our Thing Together – 2:20
3. Your Lick – 2:34
4. Festival – 4:08
5. Bound To Lose – 3:06
6. Bordeaux In My Pirough – 2:35
7. San Francisco Dues – 3:23
8. Viva Rock And Roll – 2:02
9. My Dream – 6:00
10. Lonely School Days – 2:36

## Musicisti
- Chuck Berry - chitarra, pianoforte, voce
- Jeffrey Baldori - chitarra
- Robert Baldori - pianoforte, armonica
- Jack Groendal - basso
- Johnnie Johnson - pianoforte
- Bill Metros - batteria